# Arkád
Arkád je mužské křestní jméno řeckého původu. Vychází ze starořeckého jména Arkadios a vykládá se jako "pocházející z Arkádie".
Podle maďarského kalendáře má svátek 12. ledna.

## Arkád v jiných jazycích
- Slovensky, maďarsky: Arkád
- Rusky, srbochorvatsky, bulharsky: Arkadij
- Polsky: Arkadiusz
- Latinsky, francouzsky, anglicky: Arcadius

## Známí nositelé jména
- Arcadius – východořímský císař, vládnoucí v letech 395 – 408